# Positivt prediktivt värde
Positivt prediktivt värde (ppv) är ett begrepp inom statistiken och definieras som andelen av dem som testas positiva för en sjukdom som verkligen är positiva. Det positiva prediktiva värdet beror på prevalensen i populationen, en hög prevalens ger högt ppv.
|               | Sjuka | Friska | Summa   |
| Positivt test | a     | b      | a+b     |
| Negativt test | c     | d      | c+d     |
| Totalt antal  | a+c   | b+d    | a+b+c+d |

Det positiva prediktiva värdet = a /(a+b) = (sensitiviteten)(prevalensen) / ((sensitiviteten)(prevalensen) + (1-specificiteten)(1-prevalensen))